# Павол Молнар
Павол Молнар (словац. Pavol Molnár, 13 лютого 1936, Братислава — 6 листопада 2021) — чехословацький футболіст, що грав на позиції нападника за клуби «Інтер» (Братислава) та «Слован», а також національну збірну Чехословаччини.
Дворазовий чемпіон Чехословаччини. Дворазовий володар кубка Чехословаччини.

## Клубна кар'єра
У футболі дебютував 1954 року виступами за команду «Слован», в якій провів понад десять сезонів з перервою в один рік, коли грав за команду «Інтер» (Братислава). За цей час виборов два титули чемпіона Чехословаччини з обидвами клубами і став дворазовим володарем кубка Чехословаччини.
1966 року на один сезон повернувся до клубу «Інтер» (Братислава).
У 1968 році поїхав до австралійського «Сідней Прага», а згодом до австрійського «Альпін Донавіц». Закінчив свою кар'єру гравця у віці 34 років.

## Виступи за збірну
1956 року дебютував в офіційних матчах у складі національної збірної Чехословаччини. Протягом кар'єри у національній команді провів у її формі 20 матчів, забивши 3 голи.
У складі збірної був учасником:
чемпіонату світу 1958 року у Швеції, де зіграв з ФРН (2-2), Аргентиною (6-1) і Північною Ірландією (1-2);
чемпіонату Європи 1960 року у Франції, на якому команда здобула бронзові нагороди. Зіграв тільки в матчі за третє місце з французами (2-0);
чемпіонату світу 1962 року у Чилі, де разом з командою здобув «срібло». Був в заявці команди, але участі в матчах не брав.

## Титули і досягнення
- Чемпіон Чехословаччини (2):

«Слован»: 1955
«Інтер» (Братислава): 1959
- Володар Кубка Чехословаччини (2):

«Слован»: 1962, 1963
- Віце-чемпіон світу: 1962